# Brett vor’m Kopp
Brett vor’m Kopp ist ein deutscher Film der Regisseure Monica Nancy Wick und Ali Eckert aus dem Jahr 2012, der von der B-Side Films GmbH produziert wurde. Bei der Dokumentation handelt es sich um die Zusammenfassung des Lebenswerks von Titus Dittmann, bei der Filmsequenzen aus seinem Leben mit Interviews kombiniert werden.
Den roten Faden durch den Film bildet ein Interview mit Titus Dittmann. Dieses wird im Wechsel mit privaten Aufnahmen aus Titus Dittmanns Leben gezeigt, welche Titus kommentiert. Dabei kommt nicht nur Titus Dittmann zu Wort, es werden darüber hinaus viele internationale Sportler befragt, darunter der elffache Skateboardweltmeister Tony Hawk, der fünffache Skateboardweltmeister Andy Macdonald sowie der Pro-Skater und Gründer von „H-Street & Osiris“ Tony Magnusson. Zudem werden in die Dokumentation Ausschnitte von öffentlichen Fernsehauftritten Dittmanns integriert.
Titus Dittmann wird bei diversen Extremsportarten gezeigt, gleichwohl betont er mehrfach, dass er ein „Angstschisser“ sei, der stets ein „kontrolliertes Risiko“ eingehe und sich ausschließlich „kontrolliert im Grenzbereich“ bewege.

## Inhalt
Den ersten Skateboard-Fahrer sah Titus Dittmann am Aasee in Münster. Dieser Augenblick veränderte sein Leben. Obwohl er beim Schulbesuch im Rheinland als Fremdsprache lediglich französisch, nicht aber englisch lernte, machte er sich auf den Weg in die USA, um dort Skateboards sowie Skate-Zubehör zu erwerben und dieses zum Einkaufspreis in Münster anzubieten. Im öffentlichen Raum waren Skateboarder zu diesem Zeitpunkt noch recht selten anzutreffen. Sobald Titus die selbst gebaute Halfpipe aufbaute, die beim Befahren für eine starke Geräuschkulisse sorgte, wurde von Anwohnern die Polizei gerufen, die das Skateboard-Fahren unterband. Daraufhin gründete er das „Titus Show Team“, das erste Skateboardteam in Europa, mit dem er sich zu Eröffnungen von Autohäusern oder Unternehmensfeiern einladen ließ, um dort bei seinen Auftritten ungestört trainieren zu können.
Damals waren die Skateboard- und Rollschuh-Szenen noch eng miteinander verzahnt. So traten bei ersten Skate-Wettbewerben noch Skateboard- und Rollschuh-Fahrer gemeinsam an. Da der Deutsche Rollsport-Verband versuchte die Wettbewerbe stark zu reglementieren, rief Titus den Titus Cup ins Leben, damit sich die Skate-Szene jenseits einschränkender Regeln weiterentwickeln konnte. Titus gründete das Münster Monster Magazin, die erste Skate-Zeitschrift Deutschlands, die später überregional erschien, weswegen der Name in Monster Magazin geändert wurde. 1982 organisierte er auf dem Parkplatz des münsteraner Ostbades seinen ersten Halfpipe-Contest, den Münster Monster Mastership. Im zweiten Jahr war dieser Wettbewerb bereits eine internationale Sportveranstaltung mit Teilnehmern aus dem Vereinigten Königreich. Im Folgejahr nahmen US-Amerikaner an dem Wettbewerb teil. Daraus entwickelte sich eines der weltweit bedeutendsten Skateboard-Turniere, das ab 1988 in der Halle Münsterland, ab 1999 in der Dortmunder Westfalenhalle stattfand und 1989 zur offiziellen Skateboard-Weltmeisterschaft erhoben wurde. Damit war der Monster Mastership 25 Jahre lang der wichtigste Skateboard-Wettbewerb der Welt.
Neben dem Skateboard-Fahren entdeckte Titus Dittmann während des Studiums ein weiteres Hobby, mit dem er Geld verdiente. Er baute Autos des Modells Citroën 2CV um und trat mit diesen bei „Enten-Rennen“ an. Obwohl er kein Karnevalist ist, baute er auf Anfrage für den Karneval in Münster mehrere Karnevalswagen, die auf dem Prinzipalmarkt zu sehen waren. Ebenso befuhr er die Sahara mit einem Citroën 2CV. Später kaufte er sich einen 1965er Ford Mustang, um diesen für Rennen umzubauen. Seit Mitte der 1990er Jahre fährt Titus Rennen, Ende der 1990er Jahre entdeckte auch sein Sohn Julius dieses Hobby für sich. Gemeinsam traten die beiden bei 24-Stunden-Rennen an.
Weiterhin übte sich Titus im Drachenfliegen und Snowboarden. 1986 nahm er zusammen mit einem Freund während eines Urlaubs bei der Snowboard-Weltmeisterschaft in Colorado teil, für die jede Nation zwei Fahrer stellen durfte.
Im Laufe der Jahre war Titus Dittmann in verschiedenen Fernsehsendungen als Gast zu sehen. 1982 stellte er den Skateboard-Sport bei Alfred Biolek im ZDF-Sportstudio vor. Weiterhin wurde er von Jürgen von der Lippe eingeladen, gastierte bei Günther Jauch im aktuellen Sportstudio, war bei Stefan Raab bei TV total zu Gast und besuchte Anke Engelke zusammen mit Claudia Roth bei Anke Late Night. Begleitet vom Westdeutschen Rundfunk machte sich Titus zu einer Expedition auf den Gipfel des Kilimandscharos auf, wo er bei der weltweit erst zweiten Live-Übertragung aus über 5.000 Meter Höhe den bislang höchsten Skateboard-Trick der Welt durchführte. Allerdings trat Titus nicht nur in fremden Produktionen als Gast auf, sondern produzierte Titus TV bei MTV.
2009 gründete Titus die Titus-Dittmann-Stiftung, die mit Skate-aid nationale und internationale humanitäre Kinder- und Jugendprojekte fördert. Der Film endet mit Bildern des Auslandsjournals, die die Errichtung eines Skateparks in Afghanistan durch Skate-aid zeigen.

## Hintergrund

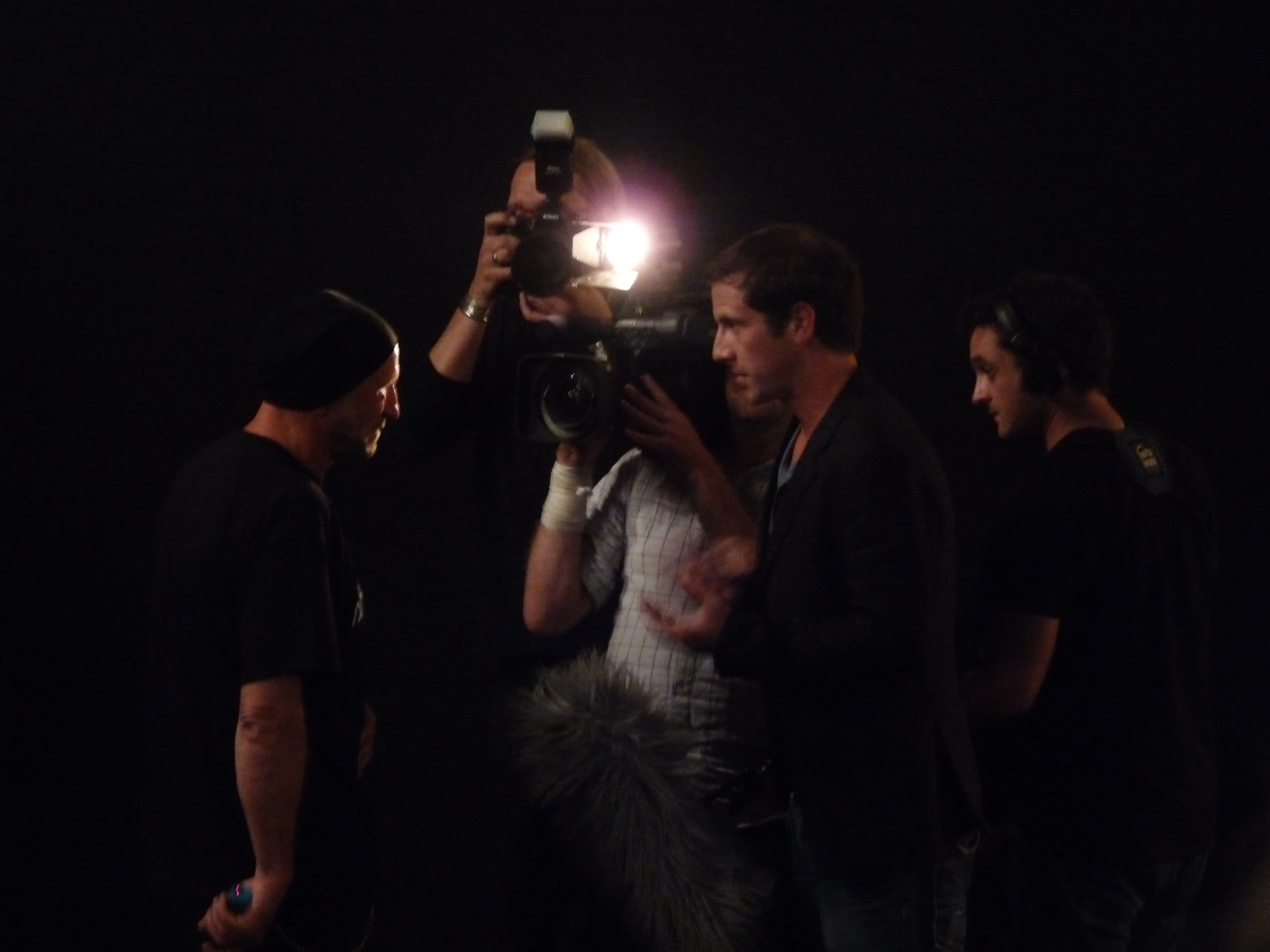
Interview mit Titus Dittmann unmittelbar vor der Premiere des Films im Cineplex Münster

Monica Nancy Wick lernte Titus Dittmann erst wenige Jahre vor den Dreharbeiten kennen und war von dessen Lebenslauf beeindruckt, so dass ihr die Idee zur Verfilmung seines Lebens kam. Als Filmtitel wurde mit Brett vor’m Kopp eine Aussage von Titus Dittmann gewählt, die er über sich selbst traf.
Die Produktion des Films begann 2010. Die Fertigstellung des Films erfolgte bereits 2010, allerdings war sich Titus Dittmann über die Veröffentlichung des Films unschlüssig, weswegen der Film erst 2012 zu sehen war. Entsprechend sind nach dem Abspann des Films, der den Stand von 2010 widerspiegelt, Bilder des Auslandsjournals zu sehen, die von einem durch die Stiftung skate-aid durchgeführten Projekt zur Errichtung eines Skateparks in Afghanistan berichten.
Am 16. März 2012 feierte der Film im Deutschen Sport und Olympia Museum in Köln seine Premiere. Am 20. Juni 2012 wurde er im Cineplex Münster von der Westfälischen Wilhelms-Universität in Anwesenheit von Titus Dittmann erstmals im Kino vorgeführt. Diese Vorführung erfolgte bei freiem Eintritt als Benefizveranstaltung zugunsten von Titus Dittmanns Stiftung skate-aid.

## Soundtrack
Der Soundtrack wurde von der Berliner Band The Pushbars geschrieben, die aus den Beatsteaks bestehen, wobei Regisseur Ali Eckert für die Aufnahmen selber am Mikrofon stand.

## Rezeption
Der Film sei „eine rasante Filmbiografie mit Interviews, historischen Filmsequenzen und aktuellem Material“, urteilte Jürgen Grimmelt von den Westfälischen Nachrichten. Er sei „schnell geschnitten und mit viel Musik unterlegt“. Die Redaktion von stadus.de charakterisierte ihn als „wahrheitsgemäß, authentisch und wahrheitsgetreu“.